# Schmiedesbach
Der Schmiedesbach ist ein linkes Nebengewässer der Emscher in Herne mit einem Einzugsgebiet von 4,665 km². Er hat eine oberirdische Fließlänge von 2,2 km. 
Der Bachlauf ist kanalisiert und verrohrt. Er dient als Vorfluter für die Schmutz- und Reinwasserströme im mittleren Teil des Herner Stadtgebietes. Oberhalb der Holsterhauser Straße schlängelt er sich, noch sehr klein, zwischen Fußwegen und Schrebergärten nordwestlich bis zur Neubausiedlung Gartenstraße oberhalb des Friedhofes. Dann tritt er nördlich der Rottbruchstraße und südlich der Köln-Mindener-Eisenbahntrasse erst wieder zu Tage. Der Bachlauf wird nach rund 100 m Richtung Westen geleitet, vorbei am Großmarktgelände, dem Standort der ehemaligen Zeche Julia. Westlich der Bahnlinie Essen-Recklinghausen wird der Bachlauf in einer engen Biegung nach Norden geleitet und parallel zur Bahntrasse geführt. Südlich der Bebauung an der Cranger Straße wird der Bach in westnordwestliche Richtung geführt. Nördlich der A 42 fließt der Bach nach Nordwesten der Emscher zu parallel zur Rottstraße und Hertener Straße. Der Bachlauf bildet hier die Grenze der Stadtteile Baukau und Crange. Nördlich des Umspannwerkes des Gruppenkraftwerkes Herne wird der Bach mittels Düker unter dem Rhein-Herne-Kanal hindurchgeleitet, wobei ein zweiter Kanal für den Bach zur Ableitung eines Teilvolumens bei Spitzenwasserständen angelegt ist. Kurz vor seiner Einmündung in die Emscher erreicht der Bach das Stadtgebiet von Herten.

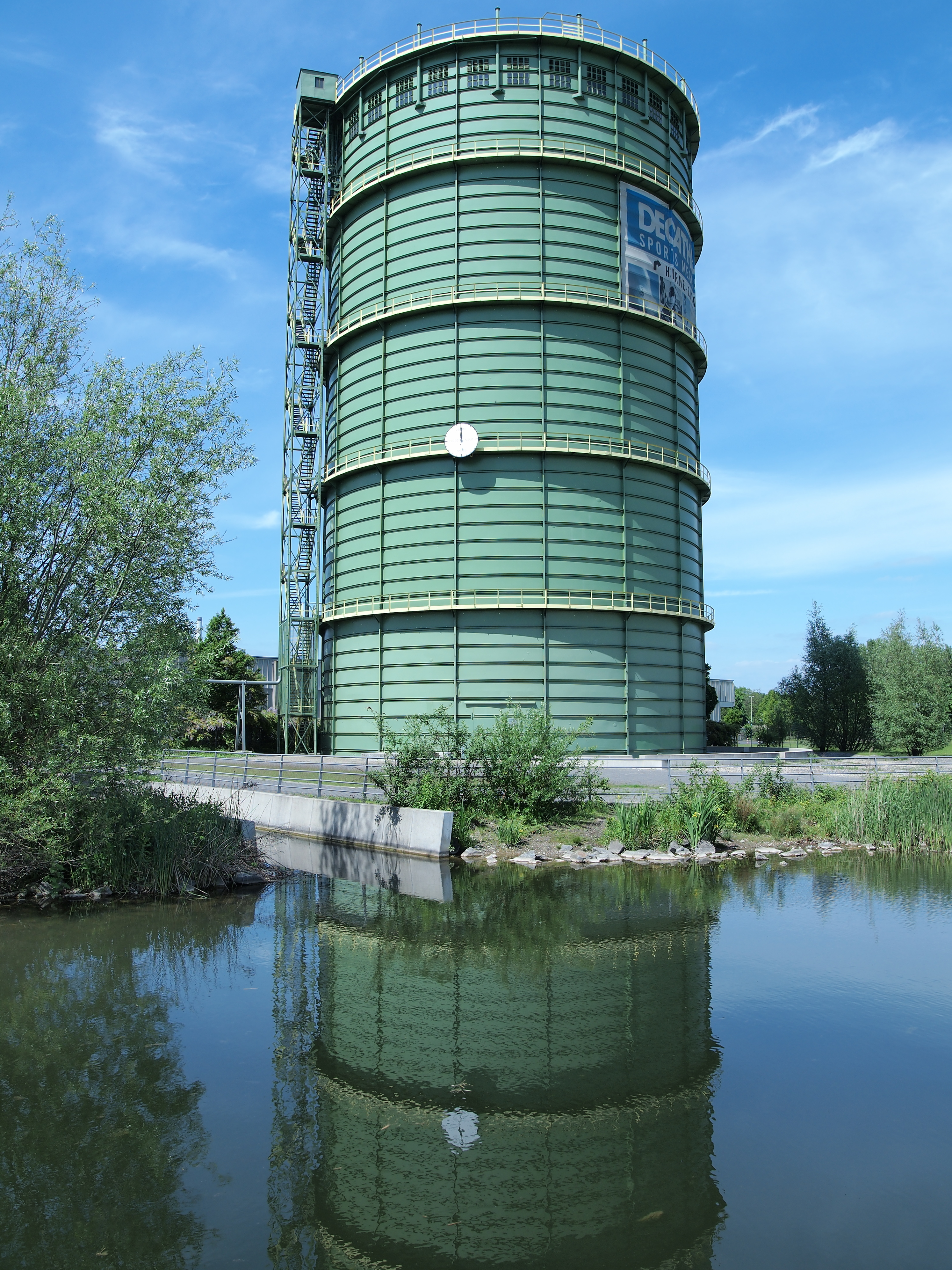
Gräfte im Quellgebiet des Schmiedesbachs am Herner Gasometer

Ende der 1950er Jahre waren noch weite Teile des Bachlaufs oberirdisch. Die Quelle des Schmiedesbach befindet sich heute in einem Gewerbegebiet, dem ehemaligen Gelände des Stickstoffwerkes Hibernia, später VEBA Chemie Werk II, dann Hüls AG, südlich der Holsterhauser Straße. In der Mitte des 20. Jahrhunderts trat der Bach nördlich des Werksgeländes an die Oberfläche und verlief entlang der heutigen Bunsenstraße bis zur Grabenstraße oberirdisch. Auf Wanne-Eickeler Stadtgebiet wurde der Bachlauf bei der Erschließung neuer Wohngebiete unterirdisch geführt. Erst an der historischen Grenze zu Herne-Baukau trat das Gewässer wieder an die Oberfläche.
Im Rahmen des Umbaus des Emschersystems ist die Umgestaltung des Schmiedesbachs zu einem offen geführten Reinwasserlauf geplant. Abwasser soll dann über den Emscherkanal zur Kläranlage Bottrop geleitet werden. Das Quellgebiet ist im Gewerbegebiet Hibernia technisch als offenes Gräftensystem ausgeführt worden. Die Freilegung des weiteren Bachlaufs ist bis 2014 geplant.
Ein Großteil des Einzugsgebietes des Schmiedesbachs befindet sich in Polderlage, so dass die Entwässerung über die Pumpwerke Herne-Crange und Schmiedes Hof erfolgt. Die betroffenen Teileinzugsgebiete sollen künftig auch im Freigefälle entwässert werden.